# Hauran

Harta zonei Hauran (versiunea prin satelit)

Houran (în arabă حَوْرَان) de asemenea, scris Hawran sau Hauran) este o regiune care se întinde pe părți din sudul Siriei și nordul Iordaniei. Este legată la nord de oaza Ghouta, spre est de câmpul al-Safa, la sud de stepa deșertului Iordaniei și la vest de Înălțimile Golan. În mod tradițional, Houran este format din trei subregiuni: câmpiile Nuqrah și Jaydur, masivul Jabal al-Druze⁠(d) și câmpul vulcanic Lajat⁠(d). Populația Hauranului este în mare parte arabă, dar eterogenă din punct de vedere religios; majoritatea locuitorilor câmpiilor aparțin musulmanilor sunniți aparținând marilor clanuri agrare, în timp ce druzii formează majoritatea omonimul muntelui Jabal al-Druze și o semnificativă ortodoxie greacă și o minoritate greco-catolică, locuind la poalele vestice ale lui Jabal al-Druze. Cele mai mari orașe din regiune sunt Daraa, al-Ramtha și al-Suwayda.
În mileniul I î.Hr au dominat în zonă regatul arameic al Damascului și regatul Israelului, apoi, regiunea a căzut sub stăpânirea Asiriei, a Babilonului și a Persiei Ahemenide. Ulterior, după cucerirea lui Alexandru Macedon, a intrat în posesia Egiptului Ptolemeic, a Siriei Seleucide, și a fost o zonă disputată între Regatul iudeu al Dinastiei Hasmoneilor, Regatul Nabateean și Iturea.
De la mijlocul secolului I î.Hr., regiunea a fost guvernată de Imperiul Roman prin statele vasale, Tetrarhia Irodiană⁠(en)[traduceți] și Nabateeni până când a fost anexat oficial de către imperiu în secolul al II-lea d.Hr. Hauranul a prosperat sub dominația romană (106 - 395 d.Hr.), iar satele sale au funcționat ca unități în mare parte autonome, dintre care unele s-au dezvoltat în orașe imperiale. Regiunea a continuat să prospere în epoca bizantină (395-634), în timpul căreia diferite triburi arabe au condus Hauranul în numele Bizanțului, inclusiv Salihizii⁠(d) (secolul al V-lea) și Gassanizii (secolul al VI-lea) până la cucerirea musulmană a Levantului⁠(d) la mijlocul anilor '630. Pentru o mare parte a erei islamice sub dominația otomană (1517-1917), Hauranul a fost împărțit în districtele al-Bathaniyya și Ḥawrān, care corespundeau clasicelor Batanea⁠(d) și Auranita. Geografii musulmani medievali au descris aceste districte ca fiind prospere, bine udate și bine populate.
Sub romani, bobul de Batanea și vinul Auranitei au fost importante pentru comerțul imperial, iar de-a lungul istoriei sale, Hauranul a fost principala sursă a cerealelor Levantului. Regiunea a cunoscut un declin în secolul al XVII-lea până când cererea crescută de cereale siriene și îmbunătățirea securității au dus la renașterea și repopularea agriculturii Hauranului la mijlocul secolului al XIX-lea. Regiunea a beneficiat, de asemenea, din punct de vedere istoric, ca zonă de tranzit cheie pe ruta tradițională de Hajj de caravană către Mecca și mai târziu pe calea ferată Hejaz. Hauranul a rămas coșul de pâine⁠(<span title="coș de pâine|coșul de pâine la Wikidata">d) al Siriei până când a fost înlocuit în mare măsură de nordul Siriei la mijlocul secolului al XX-lea, ceea ce a coincis cu separarea sa de zonele interdependente din cauza frontierelor internaționale și a conflictului arabo-israelian. Cu toate acestea, a persistat ca o importantă zonă de tranzit agricol și comercial în anii 2000. În timpul Războiului Civil Sirian, care a fost declanșat în Hauran în 2011, a devenit o zonă majoră de conflict între rebeli și forțele guvernamentale în campania din Guvernoratul Daraa⁠(d) până când guvernul a reafirmat controlul în 2018.
Disponibilitatea largă a bazaltului în Hauran a condus la dezvoltarea unei arhitecturi vernaculare distincte, caracterizată prin utilizarea exclusivă a bazaltului ca material de construcție și fuziunea  Stilurilor romane a arhitecturii elenistice și a stilului nabatean, Durabilitatea bazaltului este creditată pentru posesia Hauranului a uneia dintre cele mai mari concentrații de monumente bine conservate din epoca clasică din lume. Orașe haurane precum Bosra⁠(d), Qanawat⁠(d), Shahba⁠(d), Salkhad⁠(d), Umm el-Jimal și numeroase altele conținând temple și teatre romane, biserici și mănăstiri din epoca bizantină și forturi, moschei și băi construite de dinastii musulmane succesive.

## Geografie

### Definiție geografică

Limitele aproximative ale zonei Hauran

Deși definiția sa geografică poate varia, Hauran constă, în general, din următoarele subregiuni: câmpia Hauran, care formează inima regiunii; munții  Jabal Hauran (cunoscut și ca „Jabal al-Druze” sau „Jabal al-Arab”) la est de câmpie; și câmpul vulcanic Lajat la nord de Jabal Hauran. Regiunea este legată la nord de Ghouta și Marj câmpii în jurul Damascului și la sud de stepa deșertică a Iordaniei. Limita sa vestică este marcată de  afluentul Ruqqad, care îl separă de Înălțimile Golan („al-Jawlān”, în arabă). Este legat spre est de stepele deșertice al-Hamad și al-Safa. Geograful John Lewis Burckhardt, scriind în 1812, a definit-o după cum urmează:
La sud de Jabal Kiswah și Jabal Khiyara începe țara Hauran. Se învecinează la est cu districtul stâncos Lajat și cu Jabal Hauran, ambele din care sunt uneori cuprinse în Hauran... La sud-est, unde Bosra și Ramtha sunt cele mai îndepărtate sate locuite, Hauranul se învecinează cu deșertul. Limitele sale vestice sunt lanțul de sate de pe drumul Hajj, de la Ghabaghib până la sud de Ramtha ... Hauran cuprinde, prin urmare, o parte din Trachonitis și Iturea, din întreaga Auranită și din districtele nordice Batanea.
Câmpia Hauranului se întinde între câmpia Marj din Damasc spre sud până în Iordania de astăzi, unde se învecinează cu  Jabal Ajlun la sud-vest și stepa deșertului la sud și sud-est. La vest este platoul Golan, iar la est sunt zonele înălțate ale lui Jabal Hauran. Câmpia a fost istoric împărțită în nordul Jaydur și sudul Nuqrah. Prima este identificată cu vechea Iturea, în timp ce cea de-a doua este identificată cu vechea Batanea (Bashan - în ebraică, "al-Bathaniyya" în arabă). Mult mai mare Nuqrah se extinde spre nord la abordările al-Sanamayn, fiind legat la est de Lajat și Jabal Hauran. Formează inima câmpiei Hauran. Al-Nuqra este o denumire relativ recentă, care înseamnă "cavitatea" în arabă. Jaydur se extinde la nord-vest de la al-Sanamayn până la câmpul minor de lavă situat la poalele Muntelui Hermon ("Jabal al-Shaykh" în arabă). 

## Istorie

### Civilizațiile semite antice. Persia ahemenidă
Așezări în regiunea Hauran, identificată în ebraică și sub numele de Bashan sunt menționate în Scrisori de la Tell al Amarna în Egiptul antic, ca și cartea biblică a Deuteronomului (din Pentateuh).  
În secolele al IX-lea-al VIII-lea î.Hr. a fost controlată, uneori, de regatul arameu al Damascului, alteori de Regatul Israelului. În secolul al VIII -lea î.Hr. a fost cucerită și jefuită de Imperiul Asirian, care a stăpânit-o între 732-610 î.Hr., apoi de cel Babilonian. Ulterior Bashanul a cunoscut o perioadă de securitate și prosperitate sub dominația Persiei Ahemenide; așezările au fost marcate în aceasta epocă de cultura arameeană siriană.

### Epoca elenistică
Începând din mijlocul secolului al IV-lea î.Hr. Hauranul, ca parte a Coele-Syriei, a intrat în posesia imperiului lui Alexandru cel Mare, apoi a Egiptului ptolemeic sau lagid  servind drept zonă tampon la granița cu Siria Seleucidă  Populația ei, destul  de rărită, consista din grupuri semi-nomade și nomade precum Iturieni și arabii nabateeni, iar regiunea a rămas în mare parte subdezvoltată. În urma victoriei de la Panium, în apropierea Muntelui Hermon, în anul 200 î.Hr. Seleucizii au cucerit-o.
. În vremea declinului Imperiului Seleucid, Regatul Nabateean cu capitala la Petra, și-a întins dominația până în sudul Hauranului.  Arabii nabateeni au pus stăpânire, între altele, pe orașele Bosra și Salkhad. 
La sfârșitul secolului al II-lea î.Hr. stăpânirea Seleucizilor a devenit în mare parte nominală și regiunea a devenit o arie contestată între Regatul Nabateean, Regatul iudeu al Dinastiei Hasmoneilor, cu capitala la Ierusalim, și principatul Itureea, constituit în nordul Podișului Golan și în  sudul Munților Liban